# Karmelitinnenkloster Marienthal
Das Karmelitinnenkloster Marienthal ist ein Kloster der Karmelitinnen in Marienthal (Haguenau), Département Bas-Rhin, im Erzbistum Straßburg in Frankreich. Es ist weder zu verwechseln mit dem Kloster Marienthal (Haguenau), noch mit dem Karmeliterkloster Marienthal in Hamminkeln.

## Geschichte
Eine aus Haguenau gebürtige Schwester des Karmelitinnenklosters Amiens gründete 1887 am Marienwallfahrtsort Marienthal bei Haguenau im Elsass den Karmel Marienthal. Er ist bekannt für seine neugotische Kapelle, die von Joseph Asal (1875–1950) aus der Beuroner Kunstschule ausgemalt wurde.
Das Kloster ist der Herz-Jesu-Verehrung geweiht, speziell der „Verschmähten Liebe des Herzens Jesu“ (Amour délaissé du Cœur de Jésus). Der Konvent (in der Rue de la Gare Nr. 4) zählt derzeit 13 Schwestern.